# Trachypithecus ebenus
Espèce
Synonymes
- Trachypithecus hatinhensis (Dao, 1970)
 (préféré par UICN)
- Trachypithecus francoisi ssp. hatinhesis (Dao, 1970)
 [orth. error]

Statut de conservation UICN

 EN A2cd : En danger
Statut CITES
Trachypithecus ebenus est une espèce en danger qui fait partie des Primates. C’est un  singe de la famille des Cercopithecidae dont la classification est encore discutée.

## Répartition
L'espèce est présente au Laos et au Viet Nam mais les populations sont difficiles à différencier des espèces voisines, en particulier Trachypithecus laotum,.